# Looking Through Patient Eyes
«Looking Through Patient Eyes» (с англ. — «Взгляд глазами пациента») — песня американской хип-хоп и R&B группы P.M. Dawn. Она была выпущена 1 марта 1993 года лейблом Gee Street в качестве второго сингла их второго студийного альбома The Bliss Album…? (1993). Песня, написанная Аттреллом Кордесом из P.M. Dawn, включает бэк-вокал Кэти Деннис и сэмплирует «Father Figure» Джорджа Майкла. Строчка «Joni help me, I think I’m falling» является отсылкой к песне канадской певицы Джони Митчелл"Help Me"; она также упоминается в предыдущем сингле группы «Set Adrift on Memory Bliss».
После выхода «Looking Through Patient Eyes» стал третьим и последним хитом P.M. Dawn в первой десятке американского чарта Billboard Hot 100, продержавшись на шестой позиции две недели подряд. В канадском чарте RPM Top Singles песня достигла первого места в номере от 29 мая 1993 года, став единственным синглом группы номер один в Канаде. Песня также имела успех в Австралии и ряде европейских стран, попав в топ-10 в Дании, Исландии и Португалии и войдя в топ-20 в Австралии, Ирландии, Новой Зеландии и Великобритании.

## Отзывы
Ларри Флик из Billboard написал: «Рэп-дуэт готов подняться на вершину чартов с шелковистой поп/хип-хоп песней, которая черпает вдохновение из сэмплов песни Джорджа Майкла „Father Figure“. Тепло спетый припев смягчает глубокий голос и романтичные рифмы, которые сделали группу знаменитой. Подходящий способ открыть альбом The Bliss Album…?». Алан Джонс из Music Week описал её как «мягкий траурный рэп», подчёркнутый инструменталом из песни Майкла. Он также отметил, что «пиликающие скрипки и привлекательный женский вокал помогают создать милый и стильный сингл» .
Сэм Стил из New Musical Express считает, что «Looking Through Patient Eyes» вполне можно переименовать в «Listening Through Patient Ears», «так как она может понравиться только фанатам Майкла Джексона и слушателям Radio 4». Рецензент из People Magazine отметил, что Принс Би «запрягает своего небесного пони» под песню Майкла. Джеймс Гамильтон из Record Mirror Dance Update назвал её «пышно закрученным поп-шлягером». Чарльз Аарон из Spin написал: «„I’d Die Without You“ была подножкой мейнстриму, то есть в ней вроде как был смысл, но это „настоящее“ дерьмо — Джордж Майкл и утешительная белиберда Принса Би».

## Список треков
| - Американский 7-дюймовый сингл A. «Looking Through Patient Eyes» (radio edit) — 4:06 B. «The Ways of the Wind» (radio edit) — 3:55 - Американский 12-дюймовый сингл A1. «Looking Through Patient Eyes» (extended mix) — 6:15 B1. «Looking Through Patient Eyes» (radio mix) — 4:06 B2. «Looking Through Patient Eyes» (instrumental) — 4:18 - Американский CD-сингл 1. «Looking Through Patient Eyes» (radio mix) — 4:06 2. «Looking Through Patient Eyes» (extended mix) — 6:15 3. «Looking Through Patient Eyes» (instrumental) — 4:18 4. «Plastic» (radio mix) — 3:50 - Американский и Канадский кассетный сингл 1. «Looking Through Patient Eyes» (radio mix) — 4:06 2. «Looking Through Patient Eyes» (album version) — 4:25 | - Британский 7-дюймовый и кассетный сингл A. «Looking Through Patient Eyes» (radio mix) B. «Plastic» (radio mix) - Британский 12-дюймовый сингл A1. «Looking Through Patient Eyes» (extended mix) A2. «Looking Through Patient Eyes» (radio mix) B1. «Plastic» (12-inch mix) B2. «Plastic» (Funk U Tomorrow mix) - Британский и Австралийский CD-сингл 1. «Looking Through Patient Eyes» (radio mix) 2. «Looking Through Patient Eyes» (extended mix) 3. «Plastic» (extended mix) 4. «Plastic» (radio mix) |

## Чарты

### Еженедельные чарты
| Чарт (1993)                             | Высшая позиция |
| --------------------------------------- | -------------- |
| Австралия (ARIA)                        | 20             |
| Канада (RPM Top Singles)                | 1              |
| Канада (RPM Dance/Urban)                | 5              |
| Дания (IFPI)                            | 7              |
| Европа (Eurochart Hot 100)              | 34             |
| Европа (European Hit Radio)             | 9              |
| Германия (GfK)                          | 63             |
| Исландия (Íslenski Listinn Topp 40)     | 6              |
| Ирландия (IRMA)                         | 14             |
| Италия Airplay (Music & Media)          | 4              |
| Нидерланды (Single Top 100 Tipparade)   | 17             |
| Новая Зеландия (Recorded Music NZ)      | 11             |
| Португалия (AFP)                        | 7              |
| Великобритания (OCC UK Singles)         | 11             |
| Великобритания Airplay (Music Week)     | 6              |
| Великобритания UK Dance (Music Week)    | 25             |
| США Billboard Hot 100                   | 6              |
| США Hot R&B Singles (Billboard)         | 62             |
| США Top 40/Mainstream (Billboard)       | 2              |
| США Top 40/Rhythm-Crossover (Billboard) | 6              |
| США Cash Box Top 100                    | 1              |